# 嘉手納以南の基地返還計画
嘉手納以南の基地返還計画（かでないなんのきちへんかんけいかく）は、2013年4月5日、安倍晋三首相によって発表された。正式な日米合意の名称は「沖縄における在日米軍施設・区域に関する統合計画」（英語: Consolidation Plan for Facilities and Areas in Okinawa）であり、その合意の中で嘉手納基地以南の沖縄米軍基地6施設の部分的な統合強化 (consolidation) の計画が示された。

## 概要
条件付き返還とは
2013年4月5日、安倍首相は総理大臣官邸で「嘉手納以南の土地の返還計画」を発表した。返還時期と返還に向けた具体的な段取りについて合意に達し、沖縄本島中南部の人口密集地に所在する嘉手納飛行場以南の米軍施設・区域のうち、約1,048ヘクタール（東京ドーム約220個分）を超える土地の「返還」が計画されたというものだが、防衛省の公式ホームページなどには、多くの個別事案には、その返還条件として土地や施設の「追加提供」を伴うものであることは示されてされていない。
官邸発表では「沖縄の負担軽減に最優先で取り組む」とされたが、実際の「沖縄における在日米軍施設・区域に関する統合計画」は、外務省のホームページにある日本語版の「仮訳」であり、またその合意内容を個別に検証すれば、返還という名称で沖縄県内で米軍施設を動かし、在沖米軍を強化、再編成するという内容になっていることがわかる。
正式名称「沖縄における在日米軍施設・区域に関する統合計画」
正式名称 "Consolidation Plan for Facilities and Areas in Okinawa" の "consolidation" とは実際には「統合・強化」の意味だが、実際の合意文章を見れば、この合意目的が土地の返還ではなく、沖縄県内で基地の場所を動かすことで旧施設を刷新し、沖縄の米軍施設を統合強化するところに主眼があることは、合意の前文（overview）に明確に述べられている通りである。これらのマスタープランの優先事項はキャンプ瑞慶覧の「縮小」ではなく「日米相互協力及び日米安全保障条約の下で効果的かつ効率的な基地であり続けることを引き続き確保すること」 と規定されている。
自衛隊の「共同使用」問題
また、日本の報道では「返還計画」の言葉ばかりが先行しているが、実際の合意文章のもう一つの明確な目的は、沖縄の米軍施設の自衛隊との「共同使用」であり、そのことも「仮訳」の前文には明確に述べられている一方で、防衛省などの関連ページにはほとんど言及されることがない。対沖縄的に「嘉手納以南の基地返還計画」という名称が使われても、以下に見るように、実際には沖縄の米軍施設の当事者である沖縄県が不在のまま、日米政府が決めた「沖縄の米軍施設と土地の統合強化」の合意内容を「返還計画」という名前で推進することは、残念ながら現実的には沖縄県に対して大きな負担を強いるものであり、日本政府との大きな軋轢を生むことになりかねない。現在のところ返還されたのは、1haから52haの、返還条件項目のない「必要な手続の完了後に速やかに返還可能となる区域」のみとなっている。
オキコン
先の米海兵隊泡瀬ゴルフ場の「返還」にみるように、芝生の養生まで米軍の要請にあわせ、提供面積を増やし、旧施設よりも格段に広くグレードアップした新施設を米軍に提供することが旧施設の返還条件である場合もあり、返還条件の内容に留意することなく返還という言葉を使用すればミスリーディングな情報になりかねない。また米軍施設を移転させることで、旧施設の解体作業、不発弾処理や基地廃棄物や残留汚染物質などの支障除去措置で原状回復させるだけではなく、代替施設を新たに建設し提供、あるいはその代替施設のための土地を新たに確保し提供する際の費用、グアム「移転」経費も「在日米軍関係経費」として日本の予算で賄われる。
海兵隊は「沖縄における在日米軍施設・区域に関する統合計画」を OKICON（Okinawa Consolidation）と呼んでおり、海兵隊は、統合計画の概要をこのように説明している。
朝鮮戦争からベトナム戦争にかけて慌ただしく拡張し膨張した沖縄の米軍施設は、半世紀を経て、もはや管理が難しいほど老朽化し遊休化しているものも少なくない。
沖縄の基地返還を名目として、米軍側は「使えない」老朽化した施設を「返還」し、日本の「在日米軍関係経費」で近代化された最新鋭の軍施設を整備できる。一方で日本政府はその統合された米軍施設になんとか「共同使用」を盛り込むことが「再編のロードマップの重要な目標の一つ」となっている。

## 沖縄における在日米軍施設・区域に関する統合計画
統合計画に該当する嘉手納以南の5つの米軍基地
合意文章は沖縄における嘉手納以南の米軍施設と区域は以下の3つの区分で返還可能となると述べている。
1. I 必要な手続の完了後に速やかに返還可能となる区域
2. II 沖縄において代替施設が提供され次第、返還可能となる区域
3. III 米海兵隊の兵力が沖縄から日本国外の場所に移転するに伴い、返還可能となる区域

## I 必要な手続の完了後に速やかに返還可能となる区域

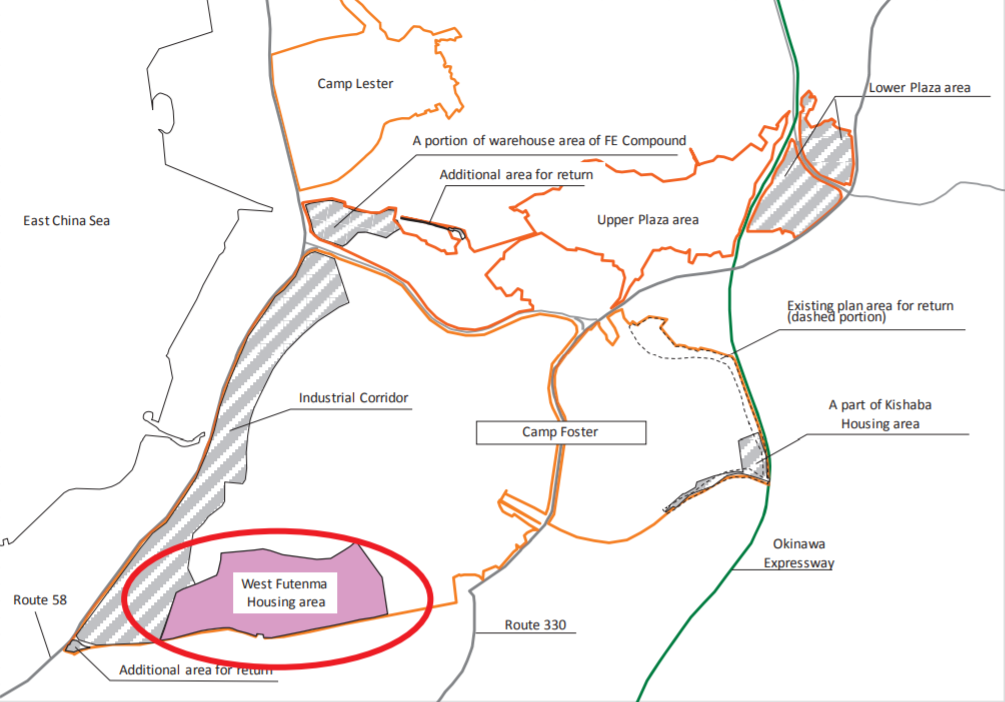
約52haのキャンプ瑞慶覧西普天間住宅地区の返還は2015年に完了した。

### 1. キャンプ瑞慶覧 西普天間住宅地区
- 区域: 約52ha
- 返還予定: 2014年度またはその後
- 返還完了: 2015年3月31日

1996年12月の「沖縄に関する特別行動委員会」SACO最終報告において、宜野湾市部分のキャンプ瑞慶覧、つまり西普天間住宅地区は、2007年度末を目途に返還することが合意された。宜野湾市と地権者は2003年に「まちづくり計画」を策定したが、実際には返還されなかった。
2013年に発表された「沖縄における在日米軍施設・区域に関する統合計画」でにおいて、西普天間住宅地区は、2014年かまたはその後に返還されることが示され、県と市と琉球大学は跡地を国際医療拠点とする新案を発表し、2015年3月、西普天間住宅地区（約50.8ha）が返還され、不発弾探査や建物の除去などの支障除去措置が完了し、2018年3月31日に土地所有者等へ引き渡された。

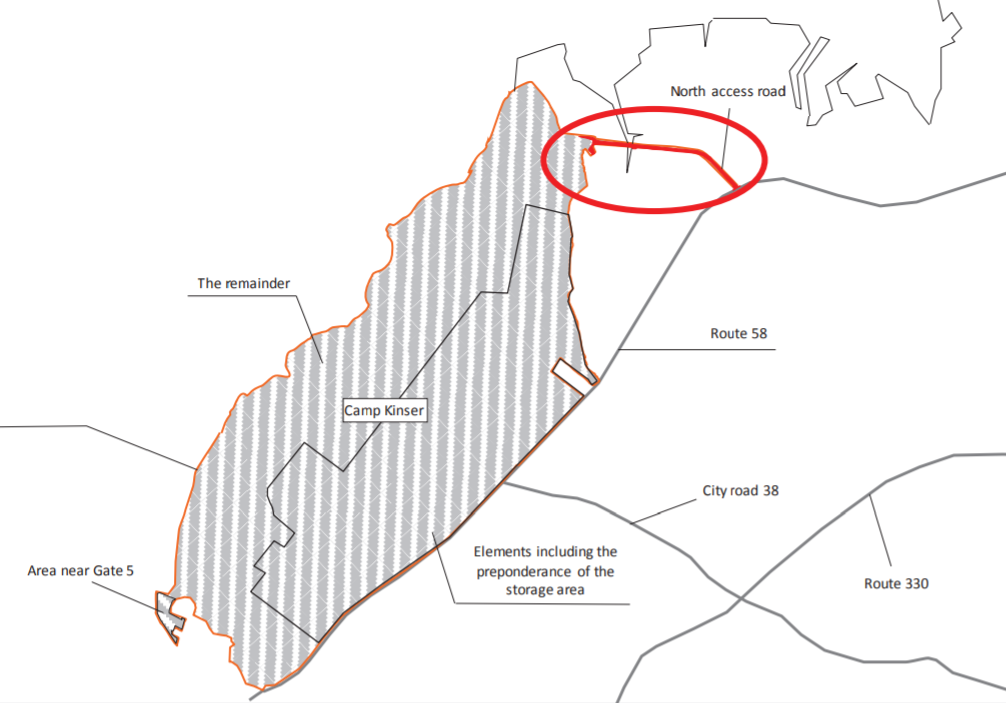
約1haの牧港補給地区の北側進入路の返還は2013年に完了した。

### 2. 牧港補給地区 北側進入路
- 区域: 約1ha
- 返還予定: 2013年度またはその後
- 返還完了: 2013年8月31日

2013年8月31日、牧港補給地区と国道58号を接続する面積約1ヘクタールの道路（北側進入路）が浦添市に返還され、安倍政権が4月5日に合意を発表した嘉手納以南の米軍基地返還計画 にもとづく第1号の返還となった。この土地には返還条件がなかった一方、返還後も日米地位協定に基づく施設間移動で米軍が使用することになる。

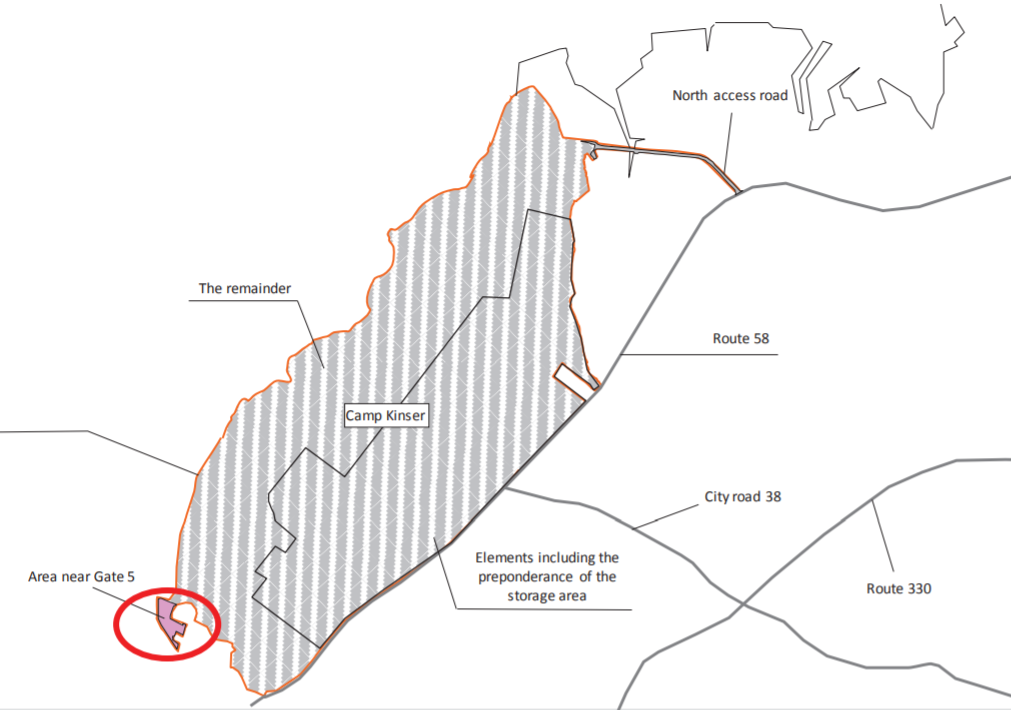
約2haの牧港補給地区第５ゲートの返還は2019年に完了した。

### 3. 牧港補給地区 第５ゲート付近
- 区域: 約2ha
- 返還予定: 2014年度またはその後
- 返還完了: 2019年3月31日

2019年3月31日、牧港補給地区第5ゲート付近の区域が返還された。しかし、細切れ返還で跡地開発が困難であるというだけではなく、周辺地域は鉛やPCBなど複数の汚染物質が検出されており、また化学物質が保管されていた場所にも近いため、今後の除去作業が問題となる

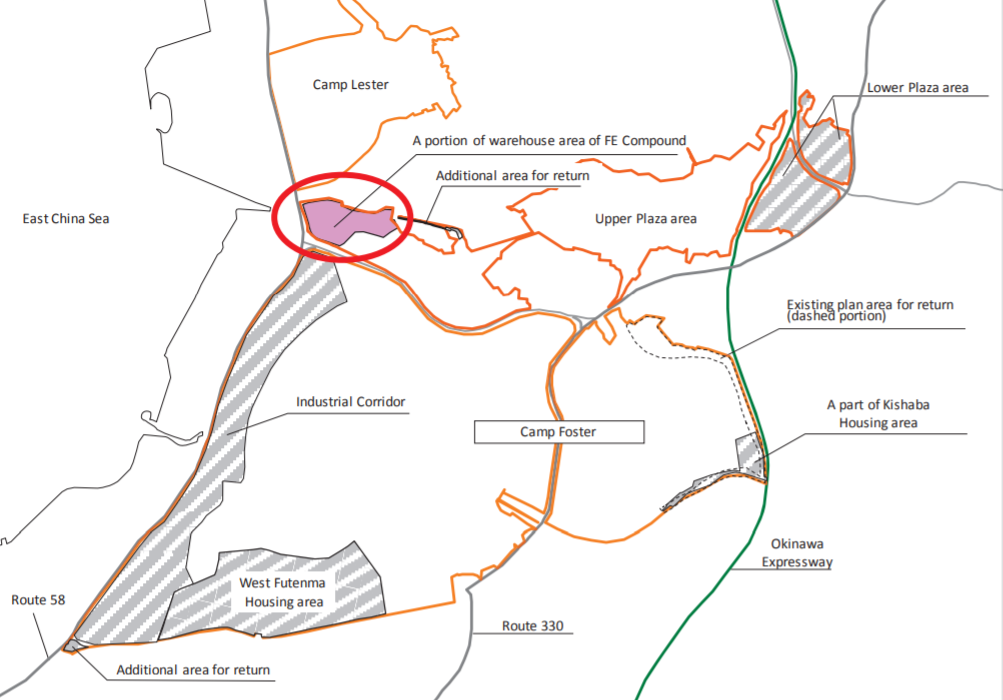
約10haのキャンプ瑞慶覧区倉庫地区の一部の返還は2020年に完了した。区域の大半は北谷城の史跡。

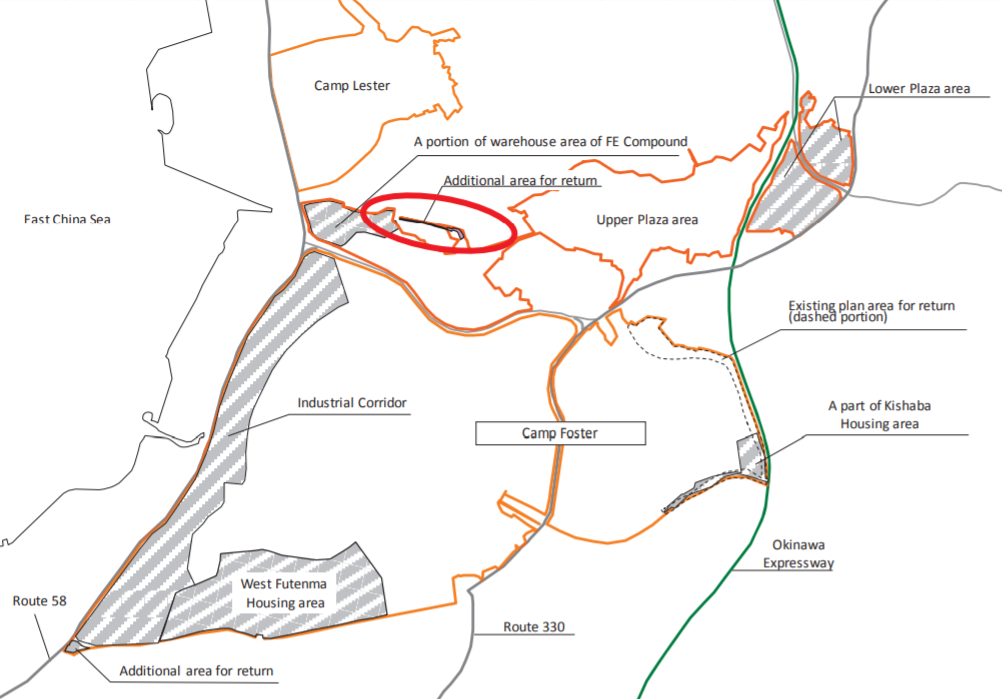
約0.4haのキャンプ瑞慶覧白比川沿岸区域の返還は2020年に完了した。

### 4. キャンプ瑞慶覧 施設技術部地区の一部
- 区域: 約10ha + 白比川沿岸区域 約0.4ha
- 返還条件: 海兵隊コミュニティサービス（MCSS）の庁舎（管理事務所、整備工場、倉庫等）のキャンプ・ハンセンへの移設
- 返還予定: 2019年度あるいはそれ以降
- 返還完了: 2020年3月31日

2012年4月27日SCC共同発表の時点では返還が合意されていなかった白比川沿岸区域も追加されての返還区域となった。海兵隊コミュニティーサービス庁舎の移設が完了し、2020年3月31日に返還されることが決まった。この10haの区域の大部分（6ha）は北谷城の遺構であり、13世紀後半から16世紀前半にかけて中山の拠点として琉球王国成立後まで存続した県内でも首里城や糸数城跡級の大きなグスクである。北谷町は国指定史跡を目指している。

## II 沖縄において代替施設が提供され次第、返還可能となる区域

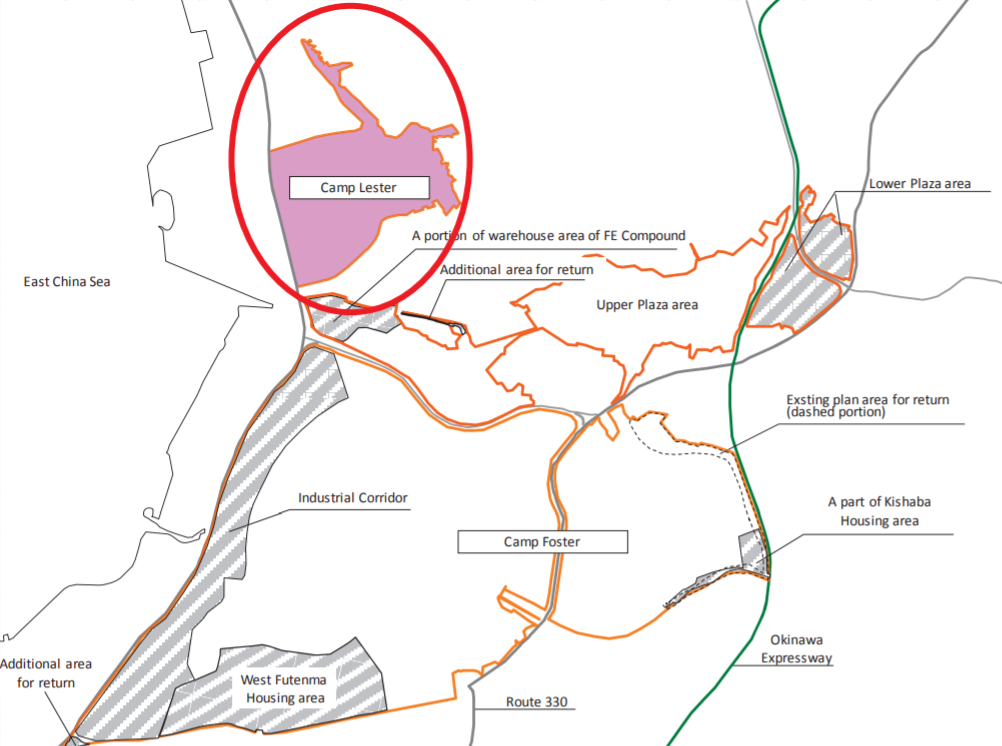
約68haのキャンプ桑江 (キャンプ・レスター)

### 5. キャンプ桑江
- 区域: 約68ha (全返還）
- 返還条件:

1. キャンプ桑江の米海軍病院及び中学校をキャンプ瑞慶覧へ移設
2. 沖縄住宅統合（OHC）の下での家族住宅（375戸）のキャンプ瑞慶覧への移設
3. 米軍再編後の家族住宅の所要に基づき、既に建設が合意されている56戸に加えて、家族住宅約910戸（キャンプ桑江で撤去される住宅の代替を含む）の新規建設

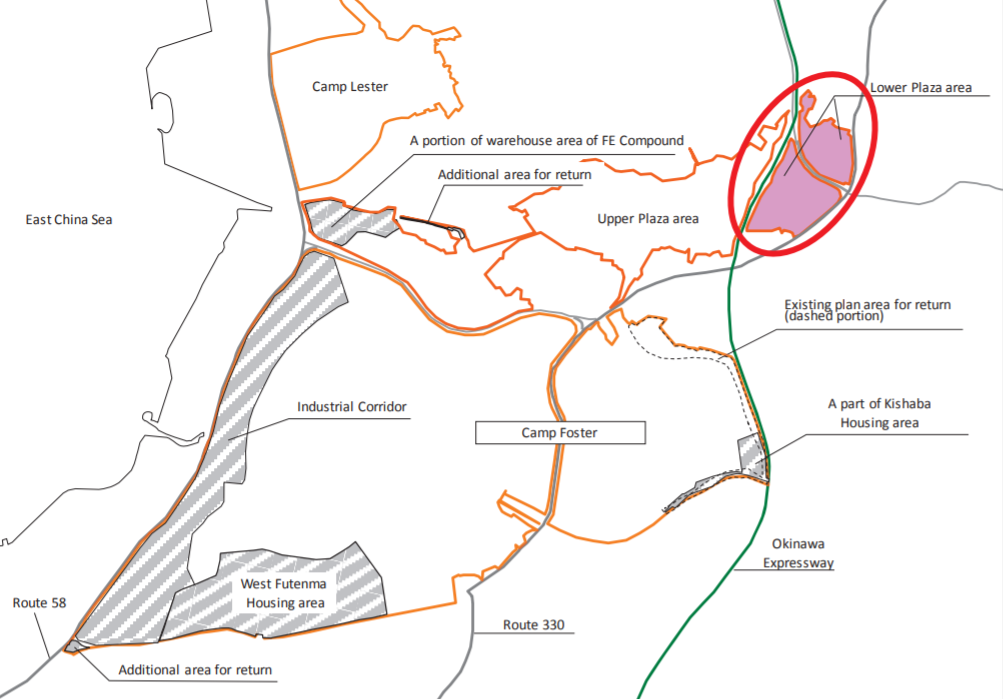
約23haのキャンプ瑞慶覧ロウワー・プラザ住宅地区

- 返還予定: 2025年度またはその後

### 6. キャンプ瑞慶覧 ロウワー・プラザ住宅地区
- 区域: 23ha
- 返還条件:

1. OHC下での家族住宅（102戸）のキャンプ瑞慶覧への移設。
2. 米軍再編後の家族住宅の所要に基づき、既に建設が合意されている56戸に加えて、家族住宅約910戸（当地区で撤去される住宅の代替を含む）の新規建設

- 返還予定: 2026年度またはその後

2022年5月15日、日米両政府は土地返還前に老朽化した住宅を解体して緑地公園として整備し、市民が利用出来るようにする事で合意した。2023年度中の利用開始を目指している。

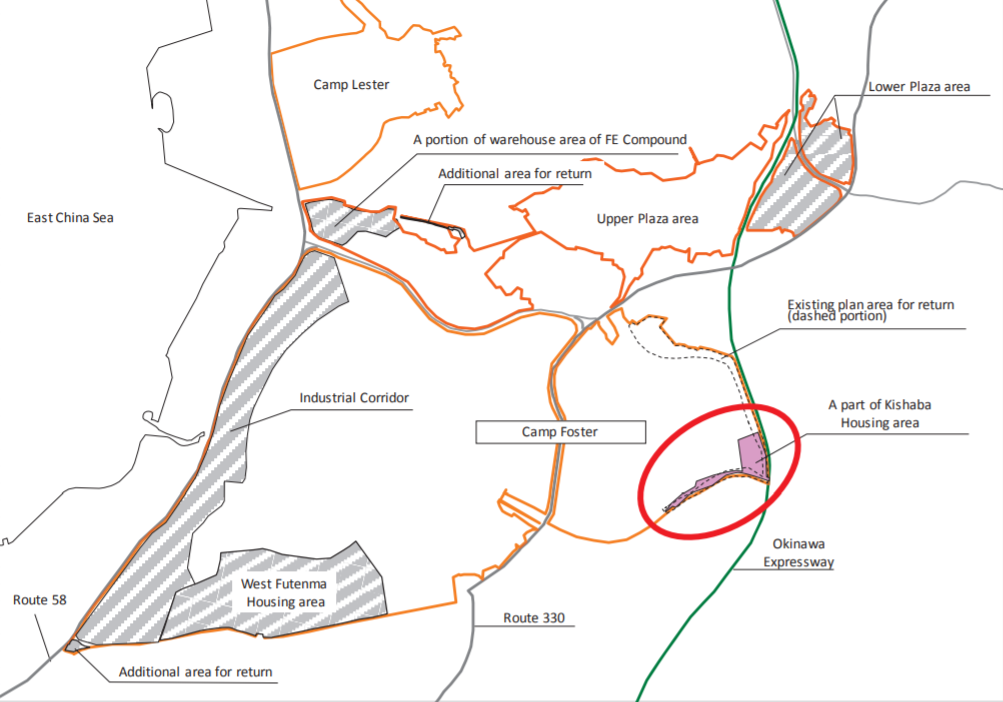
約5haのキャンプ瑞慶覧喜舎場住宅地区の一部

### 7. キャンプ瑞慶覧 喜舎場住宅地区の一部
- 区域: 約5ha
- 返還条件:

1. OHC下での家族住宅（32戸）のキャンプ瑞慶覧への移設。
2. 米軍再編後の家族住宅の所要に基づき、既に建設が合意されている56戸に加えて、家族住宅約910戸（当地区で撤去される住宅の代替を含む）の新規建設

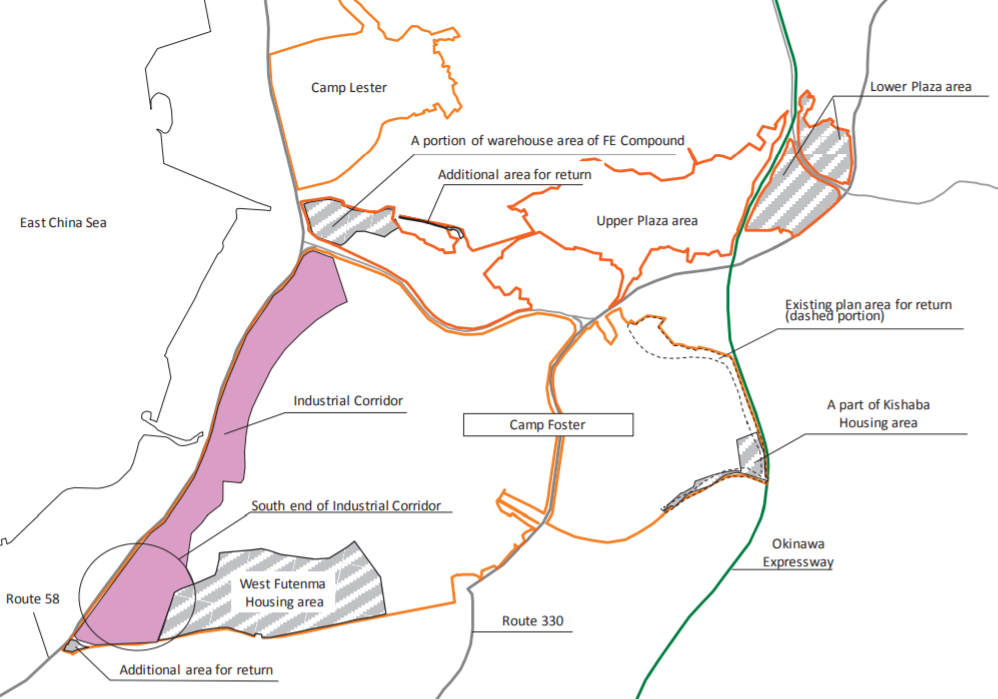
約62haのキャンプ瑞慶覧インダストリアル・コリドー

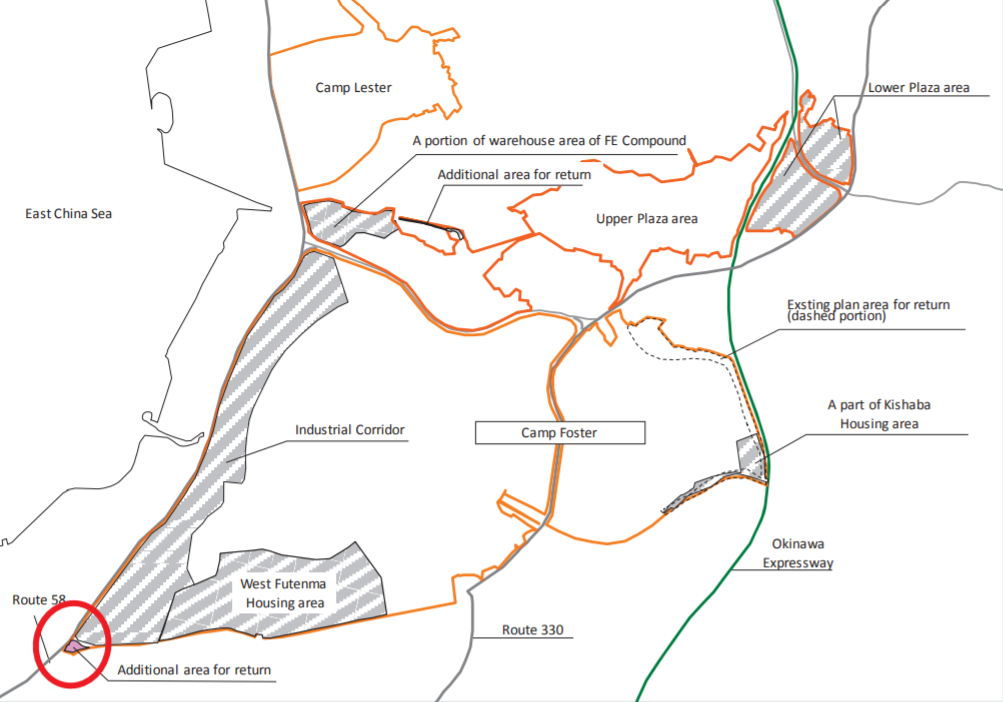
約0.5haのキャンプ瑞慶覧インダストリアル・コリドー南端

- 返還予定: 2024年度またはその後

### 8. キャンプ瑞慶覧 インダストリアル・コリドー
- 区域: 約62ha
- 返還条件:

1. 陸軍倉庫のトリイ通信施設への移設
2. スクールバスサービス関連施設の嘉手納弾薬庫地区知花地区への移設
3. 海兵隊輸送関連施設等のキャンプ・ハンセンへの移設
4. リサイクルセンター等のキャンプ・ハンセンへの移設
5. コミュニティ支援施設等のキャンプ瑞慶覧内への移設
6. 海兵隊航空支援関連施設のキャンプ・ シュワブへの移設
7. 海兵隊通信関連施設のキャンプ・コートニーへの移設
8. 海兵隊後方支援部隊の日本国外の場所への移転

- 返還時期: 2024年度またはその後

2012年4月27日のSCC共同発表の時点では返還に含まれていなかったが、以下も追加的な土地返還に加えられた。インダストリアル・コリドー南側部分の返還をできる限り早期に行う。
16. キャンプ瑞慶覧インダストリアル・コリドー隣接の南端区域

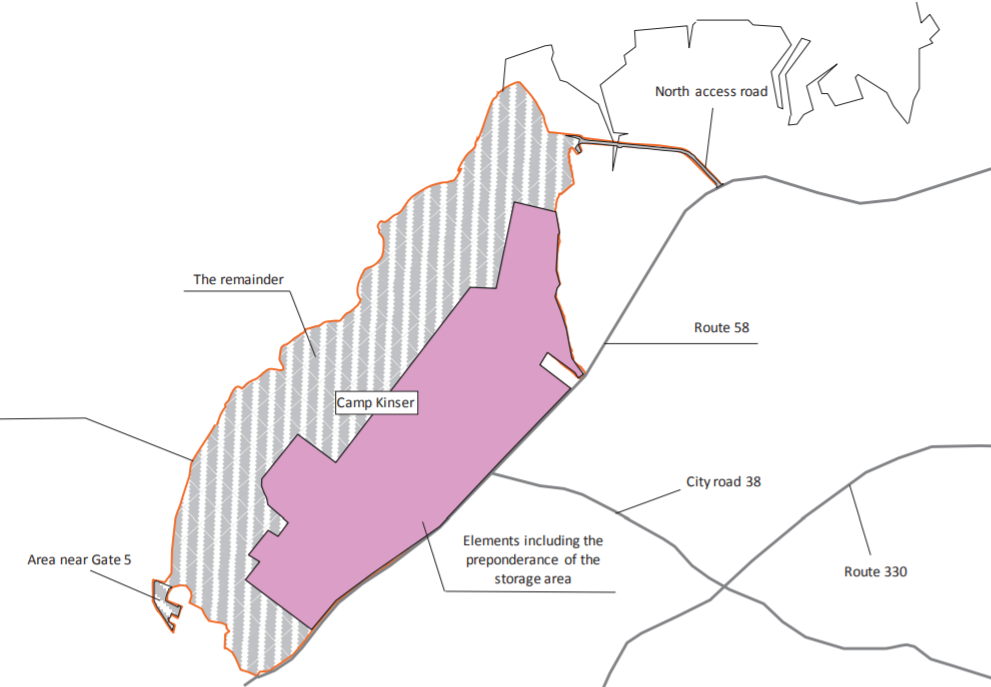
約129haの牧港補給地区倉庫地区

- 区域: 約0.5ha
- 返還予定: 2024年度あるいはそれ以降

### 9. 牧港補給地区 倉庫地区の大半部分
- 区域: 約129ha
- 返還条件

1. 陸軍倉庫のトリイ通信施設への移設
2. 国防省支援機関の施設の嘉手納弾薬庫地区知花地区への移設
3. 海兵隊の倉庫、工場等のキャンプ・ハンセンへの移設
4. 海兵隊郵便局等のキャンプ瑞慶覧への移設

- 返還予定: 2025年度またはその後

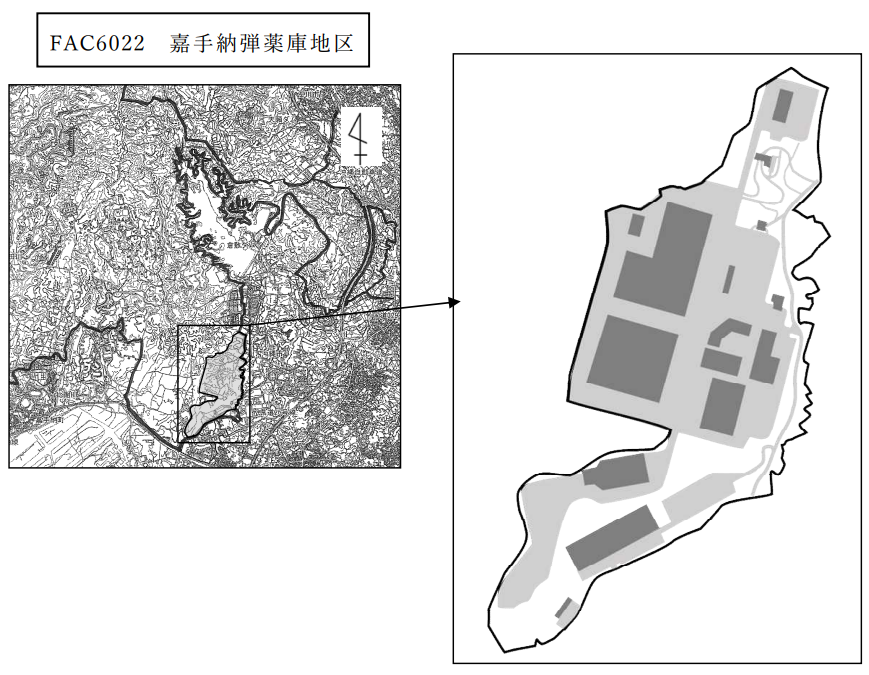
嘉手納弾薬庫知花地区に移転されることとなった牧港補給地区倉庫地区

安倍政権が発表した2013年の嘉手納以南の米軍基地返還計画では、牧港補給地区の倉庫群を嘉手納弾薬庫知花地区内に移設する条件で、2025年までの条件付き返還合意が決定していたが、防衛省は米側と調節を進め、日米合同委員会で合意した基本計画を見直すことを発表した。マスタープランの見直しは統合計画の策定後初めてとなる。元の計画では嘉手納弾薬庫地区内の市道知花38号の東側約40ヘクタールに施設を配置する計画だったが、沖縄防衛局は市道の西側約30ヘクタールの土地の利用者にも立ち退きを求めている。従来使用してきた市道「知花38号」が移設先に含まれており、通行できなくなる可能性がある。

2021年1月28日、日米両政府は日米合同委員会で、牧港補給地区倉庫地区を嘉手納弾薬庫知花地区へ移設する計画について、新マスタープラン (MP) を了承した。移設先の敷地面積は45haから80haへと1.8倍で提供されることになる。知花地区には牧港補給地区の倉庫施設およびキャンプ瑞慶覧のスクールバスサービス関連施設など14棟の他に、ゲートや、通行不可となる市道「知花38号」を新しく敷設する工事も行われることになり、返還は大きくずれ込む予定となる。

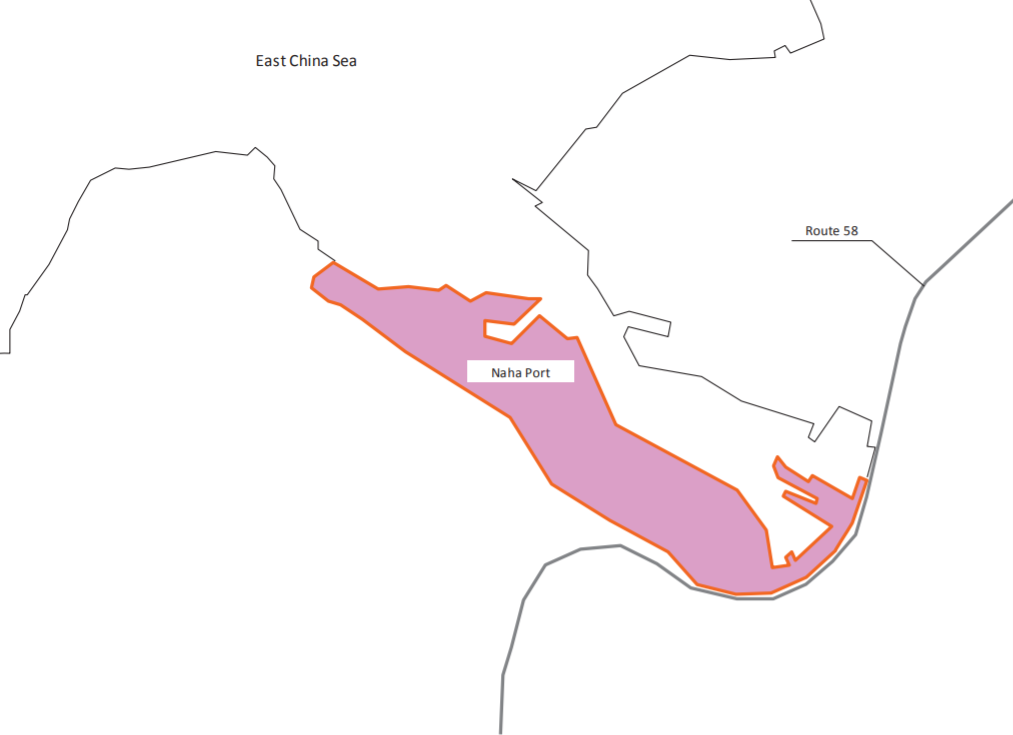
約56haの那覇港湾施設(那覇軍港)

### 10. 那覇港湾施設
- 区域: 約56ha（全返還）
- 返還条件: 那覇港湾施設（那覇軍港）の浦添ふ頭地区に建設される約49ha の代替施設（追加的な集積場を含む。）への移設
- 返還予定: 2028年度またはその後

ベトナム戦争が終結した1972年以降は、小禄半島に密集していた米軍基地は現在、軍港を除いてすべて全返還されたか、自衛隊基地として移管されたかのどちらかで、かつて軍港から普天間飛行場を経由して嘉手納まで敷設されていた送油管 (パイプライン) も既に撤去されている。つまり小禄には現在、那覇軍港ひとつしかない。軍港としての機能は大きく東海岸のホワイト・ビーチ地区に移行している。
1972年以降は、既に那覇軍港は「遊休化」していると指摘されており、なぜ遊休化した施設のために代替施設を浦添につくらなければならないのか、新規の基地拡大ではないのかと盛んに批判されてきた。2013年、松本哲治市長は浦添市移設反対を掲げ初当選したが、任期中に移設受け入れに転じた。2017年の市長選ではさらに「南側案」となる新たな案を掲げて当選した。しかし、2020年8月4日、国側が浦添市の推す南側案は選択しないと拒否した。

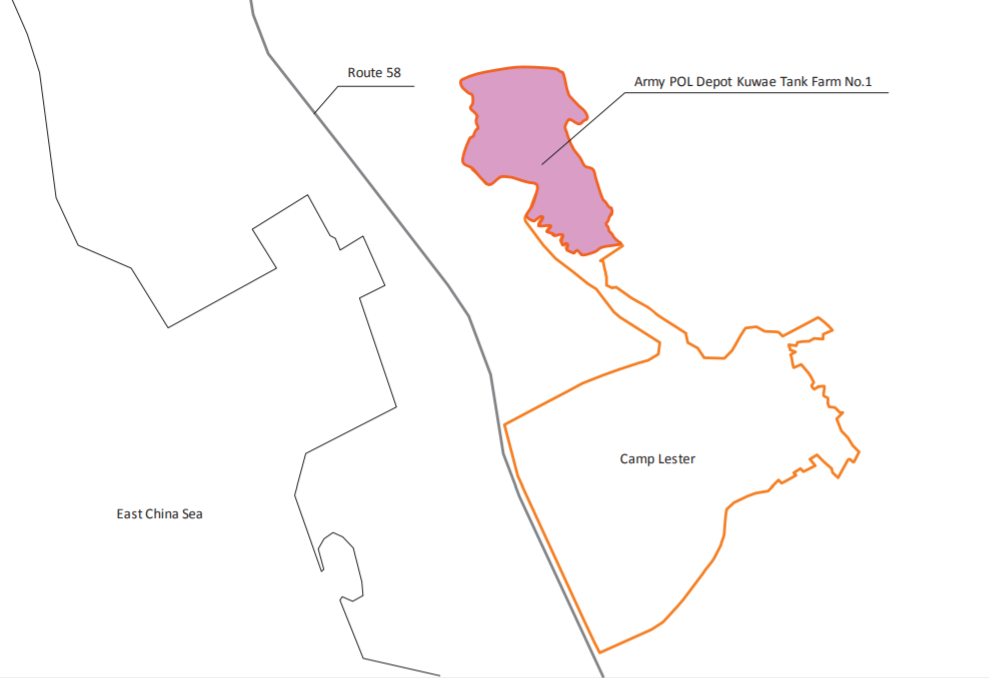
約16haの陸軍貯油施設第１桑江タンク・ファーム

### 11. 陸軍貯油施設 第1桑江タンク・ファーム
- 区域: 約16ha（全返還）
- 返還条件:

1. 普天間飛行場の運用支援施設のキャンプ・シュワブへの移設
2. 嘉手納飛行場の運用支援施設の陸軍貯油施設第2金武湾タンク・ファームへの移設
3. 管理棟及び車両燃料ポイントの陸軍貯油施設第2桑江タンク・ファームへの移設

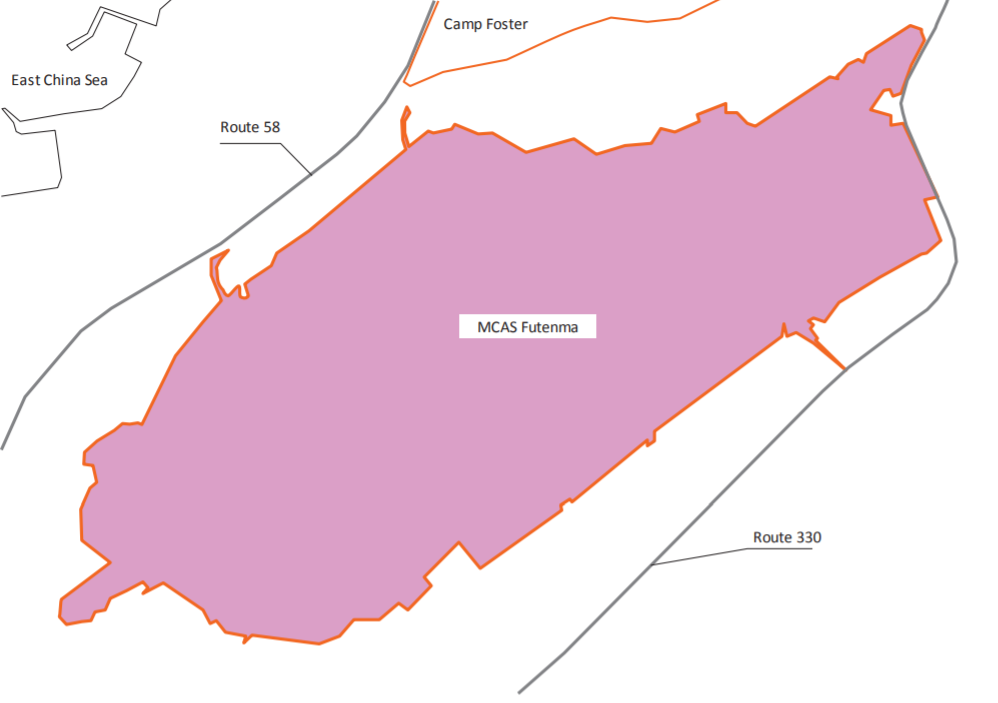
約481haの普天間飛行場

- 返還予定: 2022年度またはその後

### 12. 普天間飛行場
- 区域: 約481ha（全返還）
- 返還条件:

1. 海兵隊飛行場関連施設等のキャンプ・ シュワブへの移設
2. 海兵隊の航空部隊・司令部機能及び関連施設のキャンプ・ シュワブへの移設
3. 普天間飛行場の能力の代替に関連する、航空自衛隊新田原基地及び築城基地の緊急時の使用のための施設整備を、必要に応じ実施
4. 普天間飛行場代替施設では確保されない長い滑走路を用いた活動のための緊急時における民間施設の使用の改善
5. 地元住民の生活の質を損じかねない交通渋滞及び関連する諸問題の発生の回避
6. 隣接する水域の必要な調整の実施
7. 施設の完全な運用上の能力の取得
8. KC130飛行隊による岩国飛行場の本拠地化

- 返還予定: 2022年度またはその後

普天間基地の空中給油機KC130全15機の岩国基地への移駐は2014年8月26日に完了したが、岩国に移転後も訓練として年間で千回程度沖縄の普天間飛行場や嘉手納基地で離着陸していることが沖縄防衛局の調査で分かった。
2017年6月15日の参院外交防衛委員会で当時の稲田朋美防衛相が、仮定の話として「米側との前提条件が整わなければ返還されないことになる」と発言し波紋を呼んだ。条件4の項目に関わる項目で、普天間飛行場より滑走路が短い辺野古新基地の建設計画は、完成しても普天間は返還されない、ということを意味する。
2021年1月24日、陸上自衛隊と米海兵隊が、普天間代替施設の一部となるキャンプ・シュワブに陸自の離島防衛部隊「水陸機動団」を常駐させることを2015年に極秘で合意していたことが日米両政府関係者の証言で分かった。この秘密合意は辺野古の新基地を実質的な米海兵隊と陸自の共有基地にするものでありながら、防衛省全体の決定を経ないままなされており、文民統制を逸脱した“陸の独走”との批判もあり、また「代替施設」をうたいながら、県民が知らないうちに新規の基地負担をさせられる背信は大きな波紋を呼んでいる。

## III 米海兵隊が沖縄から日本国外に移転するに伴い、返還可能となる区域
米海兵隊の兵力が沖縄から日本国外の場所に移転するに伴い、返還可能となる区域は以下のとおりである。しかし、注1として「米海兵隊の日本国外の場所への移転に関する計画は、決定されていない。移転の進展に応じて移設手順が変更されることがある」と記載されている。

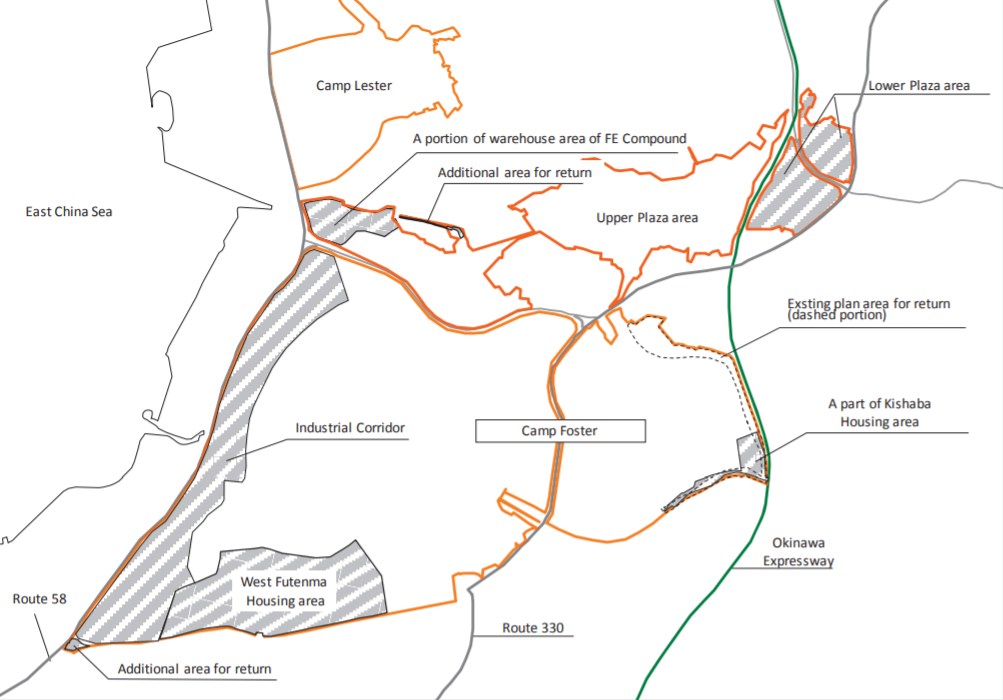
具体的な返還区域は未定。

### 13. キャンプ瑞慶覧の追加的な部分
この合意の「優先事項」は、キャンプ瑞慶覧の縮小や全返還ではなく「キャンプ瑞慶覧が日本国とアメリカ合衆国との間の相互協力及び日米安全保障条約の下で効果的かつ効率的な基地であり続けることを引き続き確保すること」と規定している。また「米国政府は、現行の地位協定の義務に従って、この統合計画の公表後に地位協定の目的のために必要でないことが明らかになったキャンプ瑞慶覧の施設・区域を返還することに引き続きコミットする」と書かれている。具体的な返還区域については言及されていない。

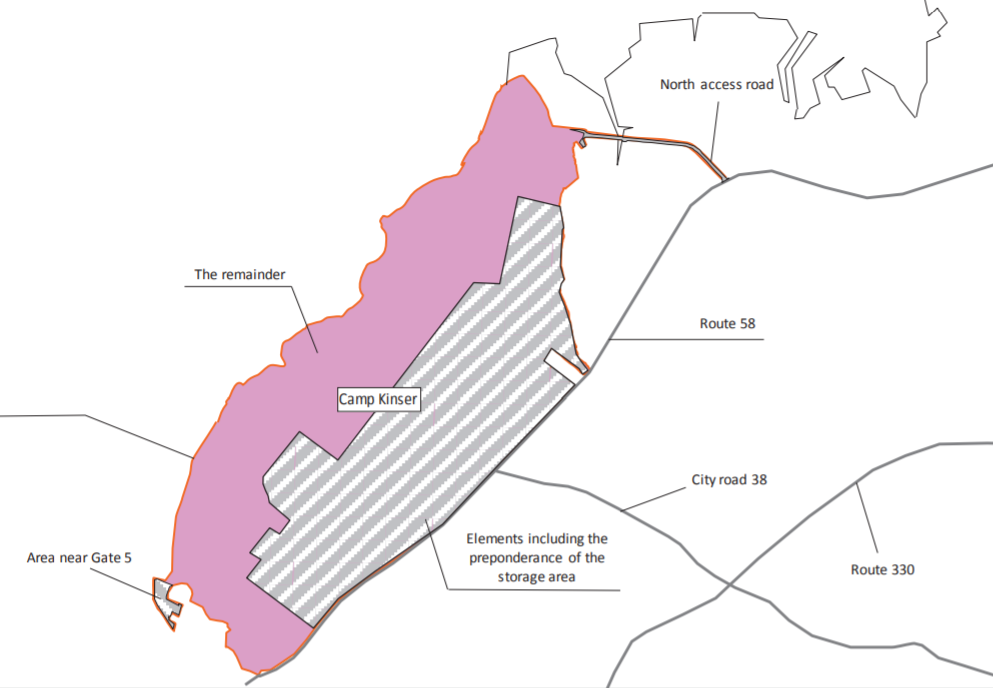
前提となる米海兵隊の日本国外移転は未定。

### 14. 牧港補給地区の残余の部分
- 区域: 約142ha（全返還）
- 返還条件:

1. 牧港補給地区にある海兵隊管理棟等のキャンプ瑞慶覧への移設
2. 米軍放送網（AFN）の送信施設のキャンプ・コートニーへの移設
3. 日本国外の場所に移転する部隊を支援する機能の解除

- 返還予定: 返還条件が満たされ、返還のための必要な手続が完了し、海兵隊の国外移転完了後、2024年度又はその後に返還可能。

しかし前述のように、前提となる米海兵隊の国外移転に関する計画自体が決定されておらず、未定のままである。